# ホモ・サピエンス
ホモ・サピエンス（Homo sapiens、ラテン語で「賢い人間」の意味）は、現生人類が属する種の学名。ヒト属で現存する唯一の種である。
種の下位の亜種の分類では現生人類をホモ・サピエンス・サピエンスとすることで、彼らの祖先だと主張されてきたホモ・サピエンス・イダルトゥと区別している。創意工夫に長けて適応性の高いホモ・サピエンスは、これまで地球上で最も支配的な種として繁栄してきた。国際自然保護連合が作成する絶滅危惧種のレッドリストでは、「軽度懸念」とされる。

## 分類
Homo sapiens という学名は、1758年にカール・フォン・リンネにより記載されたものである。属名の Homo は「ヒト」を意味するラテン語の男性名詞 homō である。種小名の sapiens は  sapiō 「味わう」、転じて「識別できる」を意味する動詞の現在分詞（男性主格）であり「分別のある」「賢い」を意味する形容詞として用いられる。
ホモ・サピエンスの亜種は、ホモ・サピエンス・イダルトゥ Homo sapiens idaltu と唯一現存するホモ・サピエンス・サピエンス Homo sapiens sapiens の2つである。
ネアンデルタール人もホモ・サピエンスの1亜種としてホモ・サピエンス・ネアンデルターレンシス Homo sapiens neanderthalensis に分類する立場もあるが、別種として区別できる証拠が示されており、ふつう独立種 Homo neanderthalensis とされる。またホモ・ローデシエンシス Homo rhodesiensis も、ホモ・サピエンスの亜種 Homo sapiens rhodesiensis とされることもある。アルタイで発見されたデニソワ人もホモ・サピエンスの1亜種とする学説があり、その場合 Homo sapiens altaiensis の学名が与えられる。ネアンデルタール人やデニソワ人は過去にホモ・サピエンスの祖先と交雑があり、現代のアジア人の遺伝子にもその痕跡がみられる。

## 起源
古人類学では、ホモ・サピエンスの起源について、アフリカ単一起源説と多地域進化説の2つの仮説が長年激しく対立したが、現在はアフリカ単一起源説が主流である。多地域進化説は更新世が始まる250万年前から現在まで、世界中の各地域で人類がそれぞれ独自に進化してきたとする説で、1988年にミルフォード・H・ウォルポフ らにより提唱された。
人類が共通の祖先を持つとする仮説は、1871年にチャールズ・ダーウィンが著した『人間の由来』の中で発表された。この説は古い標本に基づいた自然人類学上の証拠と近年のミトコンドリアDNAの研究の進展により、1980年代以降に立証された。遺伝的な証拠や化石記録によると、非現生のホモ・サピエンスは20万年前から10万年前にかけておもにアフリカで現生人類へ進化したのち、6万年前にアフリカを離れて長い歳月を経て世界各地へ広がり、先住のネアンデルタール人やホモ・エレクトスなどの初期人類集団との交代劇を繰り広げた。
現生人類すべての起源が東アフリカにあるとする説は、科学的に合意を得ている。
現生人類とネアンデルタール人のゲノムは、現生人類の祖先で自然選択を受けたとみられる共通の領域を持つ。現生人類を地域ごとの5集団に分け、ネアンデルタール人のゲノムと比較すると、ネアンデルタール人が持つ遺伝子の変異（遺伝的多型）は、現生人類のうちアフリカ人よりも、アフリカ人以外の集団（非アフリカ人）に多く見られることが分かっている。そしてこのことから、ヒトがアフリカを出た後、世界各地に移動する前に、交雑によるネアンデルタール人からの遺伝的流入があったと考えられている。これには異論もあり、2012年にケンブリッジ大学の Anders Eriksson と Andrea Manica は、ネアンデルタール人と現生人類が共有する遺伝子の変異は交雑によるものではなく、両者の共通祖先が持っていた遺伝子の名残りであるシナリオの方が有力であるとする研究結果を発表している。

## 進化
ヒト属とチンパンジーが分岐したのはおよそ700万–1,000万年前または1,000万–1,300万年前、ホモ・サピエンスとホモ・エレクトスが分岐したのはおよそ20万–180万年前と見積もられている。
現生人類はホモ・サピエンス1種である。そして、そのうち唯一現存する亜種はホモ・サピエンス・サピエンスとして知られる。他の既知の亜種であるホモ・サピエンス・イダルトゥはすでに絶滅している。一時期、ホモ・サピエンス・ネアンデルターレンシスと呼ばれて亜種に分類されていたネアンデルタール人は3万年前に絶滅している。遺伝学研究は現生人類とネアンデルタール人の共通祖先がおよそ50万年前に分かってから発見されたおよそ19万5,000年前のものとされて来たが、2004年にモロッコの Jebel Irhoud の地層で発見された、頭蓋骨及びその同年代のもの思われる複数の石器がおよそ30万年前のものであると結論づけられ、2017年6月のNatureに発表された。分子生物学の研究結果からすべての現生人類がおよそ20万年前のアフリカ人祖先集団に由来するとした証拠が示されているが、それより10万年ほども古い化石が発見されたことで、今後のさらなる研究が待たれる。アフリカ人の遺伝的多様性に関する広範な研究から、14の「祖先集団クラスター」に由来するサンプリングされた113の様々な集団のうち、サン人の遺伝的多様性が最も高いことが判明している。また、この研究報告は南西アフリカのナミビアとアンゴラの沿岸境界近くが現生人類の移動の起点だとしている。
直近1万5000年のゲノムを解析した結果、ヒト個体群の自然淘汰が現在も作用を続けていることが判明している。